# El Rrollo enmascarado
El Rrollo enmascarado est une revue de bande dessinée autoéditée à partir de 1973 à Barcelone par les auteurs Farry, Javier Mariscal, Nazario Luque Vera et Pepichek. Elle est habituellement considérée comme la première bande dessinée underground en Espagne. 

## Historique
La revue naît à l'automne 1973, quand les frères Miquel et Josep Farriol, connus sous les noms de plume de Farry et Pepichek, présentent leur projet à Nazario et à Mariscal.
En 1975, Le journal doit faire face à un procès.